# Biston bengaliaria
Buzura bengaliaria là một loài bướm đêm trong họ Geometridae.